# Aitzol Iriondo Yarza
Aitzol Iriondo Yarza, alias Gurbitz et Barbes, né le 8 mars 1977 à Saint-Sébastien, est le chef militaire d'Euskadi ta Askatasuna (ETA) du 17 novembre 2008 jusqu'à sa détention le 8 décembre suivant. Il a remplacé Txeroki.

## Biographie
Il est accusé d'avoir assassiné l'ancien gouverneur civil de Guipuscoa l'été 2000 à Tolosa, le socialiste Juan María Jáuregui. On pense aussi qu'il a tiré sur l'édile socialiste Froilán Elespe en 2001 à Lasarte et sur le policier municipal Joseba Pagazaurtundúa en 2003 à Andoain.
En outre, la Garde civile a la certitude qu'il a aussi assassiné en 2008 le leader socialiste Isaías Carrasco et qu'il a pris part en décembre 2007 dans le double meurtre des gardes civils à Capbreton en France.
Selon les forces antiterroristes espagnoles on le considère « très exigeant, demande des importants attentats [...] est convaincu de la victoire, de poursuivre la lutte, de faire plier l'État espagnol [...] il dit qu'il faut avoir notre sang préparé pour être versée pour Euskal Herria ».
Le 8 décembre 2008 il a été arrêté en France par la Garde civile et la Police française, avec Eneko Zarrabeitia, alias Sorgin, et Aitor Artetxe, lorsque tous trois allaient à un rendez-vous dans une église de la localité française de Gerde.

### Sources et bibliographie
- (es) Cet article est partiellement ou en totalité issu de l’article de Wikipédia en espagnol intitulé « Aitzol Iriondo » (voir la liste des auteurs).
- Jean Chalvidant, ETA : L'enquête, éd. Cheminements, coll. « Part de Vérité », octobre 2003, 426 p. (ISBN 978-2-84478-229-8)
- Jacques Massey, ETA : Histoire secrète d'une guerre de cent ans, Flammarion, coll. « EnQuête », février 2010, 386 p. (ISBN 978-2-08-120845-2)
- (es)  20minutos
- ‘Barbas’, el sustituto de 'Txeroki' al frente de ETA, pide tener "la sangre preparada", 20 minutos, 19 de noviembre de 2008.
- Detenidos tres miembros de ETA, entre ellos Aitzol Iriondo, sucesor de 'Txeroki', 20minutos, 8 de diciembre de 2008.